# South Patrick Shores
South Patrick Shores is een plaats (census-designated place) in de Amerikaanse staat Florida, en valt bestuurlijk gezien onder Brevard County.

## Demografie
Bij de volkstelling in 2000 werd het aantal inwoners vastgesteld op 8913.

## Geografie
Volgens het United States Census Bureau beslaat de plaats een oppervlakte van
9,6 km², waarvan 5,3 km² land en 4,3 km² water.

## Plaatsen in de nabije omgeving
De onderstaande figuur toont nabijgelegen plaatsen in een straal van 16 km rond South Patrick Shores.